# تفشي الكوليرا في هايتي 2010
يعد تفشي الكوليرا في هايتي هو أسوأ وباء للكوليرا في التاريخ الحديث، وفقُا للمراكز الأمريكية لمكافحة الأمراض والوقاية منها. بعد زلزال هايتي 2010، وفي أقل قليلًا من عامين، اعتبارًا من أبريل 2013، قُتل ما لا يقل عن 7,000 شخص في هايتي وأُصيب بضع مئات آلاف الآخرين في حين انتشر الوباء إلى البلدان المجاورة بما في ذلك جمهورية الدومينيكان وكوبا. ومنذ تفشي المرض في أكتوبر 2010، عانى أكثر من 6٪ من الهايتيين من المرض. وبينما كان هناك هدوء ظاهر في الحالات في عام 2014، وبحلول آب / أغسطس 2015، بعد موسم الأمطار في ذلك العام، ارتفع عدد الحالات إلى أكثر من 000 700 شخص، وارتفع عدد القتلى إلى 000 9 شخص.
بدأ تفشي المرض في منتصف تشرين الأول / أكتوبر 2010 في إدارة المركز الريفي في هايتي على بعد حوالي 100 كيلومتر (62 ميل) شمال العاصمة بورت أو برنس، مما أسفر عن مقتل 4672 شخصا بحلول آذار / مارس 2011، ودخول الآلاف إلى المستشفى. وقع تفشي المرض بعد عشرة أشهر من وقوع زلزال قوي (زلزال هايتي 2010) الذي دمر عاصمة البلاد والبلدات الجنوبية في 12 كانون الثاني / يناير 2010. ويعتقد على نطاق واسع أن قوات حفظ السلام النيبالية التابعة للأمم المتحدة كانت السبب في إدخال الوباء إلى البلاد. وخلال الأسابيع العشرة الأولى من انتشار الوباء، انتشرت الكوليرا في جميع مقاطعات هايتي العشر.
وفي 12 ديسمبر / كانون الأول 2012، بلغ عدد الحالات التي دخلت المستشفى 2,300 حالة في الأسبوع والوفيات 40 وفاة في الأسبوع وهو ما يقدر بثلاثة أضعاف ما نجم عن إعصار ساندي الذي ضرب الجزيرة في وقت كان متوقعا فيه أن يكون موسم كوليرا هادئ، مما تسبب في وفيات أكثر من الإعصار في جميع البلدان مجتمعة. وفي تشرين الثاني / نوفمبر 2010، أبلغ عن أول حالة إصابة بالكوليرا في جمهورية الدومينيكان وحالة واحدة في فلوريدا بالولايات المتحدة؛ في كانون الثاني / يناير 2011، أبلغ عن حالات قليلة في فنزويلا. وقد عاد الوباء بقوة في موسم الأمطار لعام 2012، على الرغم من تأخر حمل اللقاح المحلي. وفي أواخر يونيو / حزيران 2012، أكدت كوبا ثلاثة حالات وفاة و 53 حالة إصابة بالكوليرا في مانزانيلو، في عام 2013 مع 51 حالة في هافانا. وتحث جامعة فلوريدا على تطعيم نصف السكان لوقف الوباء.
وفي آب / أغسطس 2016، وبعد أن قدم المقرر الخاص للأمم المتحدة فيليب ألستون تقريره الخاص، اعترفت الأمم المتحدة بدورها في بدء تفشي الوباء.

## خلفية

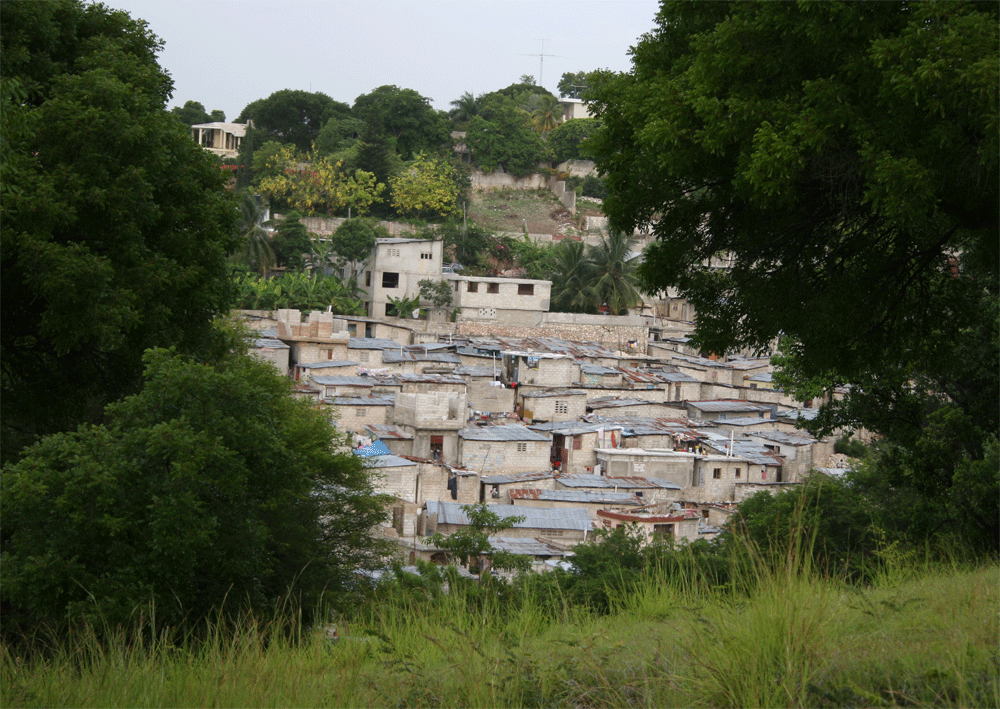
حي فقير في بورت أو برنس

خلال القرنين التاسع عشر والعشرين، انتشرت ستة تفشيات رئيسية من وباء الكوليرا في جميع أنحاء العالم. وفي وقت ظهور هذا التفشي، كان العالم يعاني من التفشي السابع، الناجم عن سلالة جديدة من ضمة الكوليرا كوليرا الطور. بدأت الأوبئة التي تنطوي على هذه السلالة في عام 1961 في إندونيسيا، وانتشرت بسرعة في أماكن أخرى في شرق آسيا ثم إلى الهند وبنغلاديش والاتحاد السوفييتي وإيران والعراق. كان هذا أول تفشي في هايتي يُسجل على الإطلاق من كوليرا الطور. وقد قال الأساتذة في جامعة ديوك أن أيًا من نلك الأوبئة السابقة لم يؤثر على هايتي.
وفي 21 أكتوبر / تشرين الأول 2010، أكد مختبر الصحة العامة الوطني في هايتي أن حالات الإصابة بالإسهال التي استقبلتها المستشفيات في منطقة أرتيبونيت كانت تعرف بالكوليرا. لم تكن هايتي منطقة كسجلة لتفشي وباء الكوليرا عبر التاريخ، مما أدى إلى الذعر والارتباك لدى السكان، وهو ما أدى بدوره إلى تعقيد جهود الإغاثة.
وُجه اللوم جزئيًا إلى سوء توزيع الإمدادات الصحية بسبب المشاكل اللوجستية. وقالت منظمة الصحة الأمريكية إن هناك صعوبة في الحصول على مياه الشرب غير الملوثة. ووفقًا لمركز مكافحة الأمراض في الولايات المتحدة الأمريكية، لا تنتشر الكوليرا على نطاق واسع في معظم الحالات داخل البلدان التي تُعالج فيها مياه الشرب والصرف الصحي بطريقة سليمة. وعندما لا تتم معالجة المياه والصرف الصحي بطريثة، كما حدث في هايتي بعد زلزال هايتي عام 2010 ، يمكن للكوليرا أن تنتشر حينئذٍ بسرعة.
وفي 28 تشرين الأول / أكتوبر، قال رئيس وزارة الصحة في هايتي، غابرييل ثيموتي، أنه تم علاج 4147 شخص. وقال المؤول عن وباء الكوليرا بمنظمة الصحة العالمية، كلير ليز شيناغ، ان الوباء لم يتم احتوائه ويُعتقد أنه لم يصل إلى ذروته بعد، لذا يتعين على السلطات الهايتية أن تعد «سيناريو اسوأ حالة» في حالة انتشار وباء الكولير في العاصمة، بورت أو برنس.
وفي 10 تشرين الثاني / نوفمبر، قال غابرييل ثيموت، المسؤول الصحي الرئيسي في هايتي، إن تفشي المرض لم يعد «حالة طوارئ بسيطة، بل أصبح الآن مسألة تتعلق بالأمن القومي».
أصبح تفشي الكوليرا قضية يتعين على المرشحين الرد عليها في الانتخابات العامة عام 2010. وكانت هناك مخاوف من تأجيل الانتخابات. وقال رئيس بعثة الأمم المتحدة لتحقيق الاستقرار في هايتي، إدموند موليت إنه لا ينبغي تأجيلها لأن ذلك يمكن أن يؤدي إلى فراغ سياسي ينطوي على مشاكل محتملة لا توصف.

## المصادر

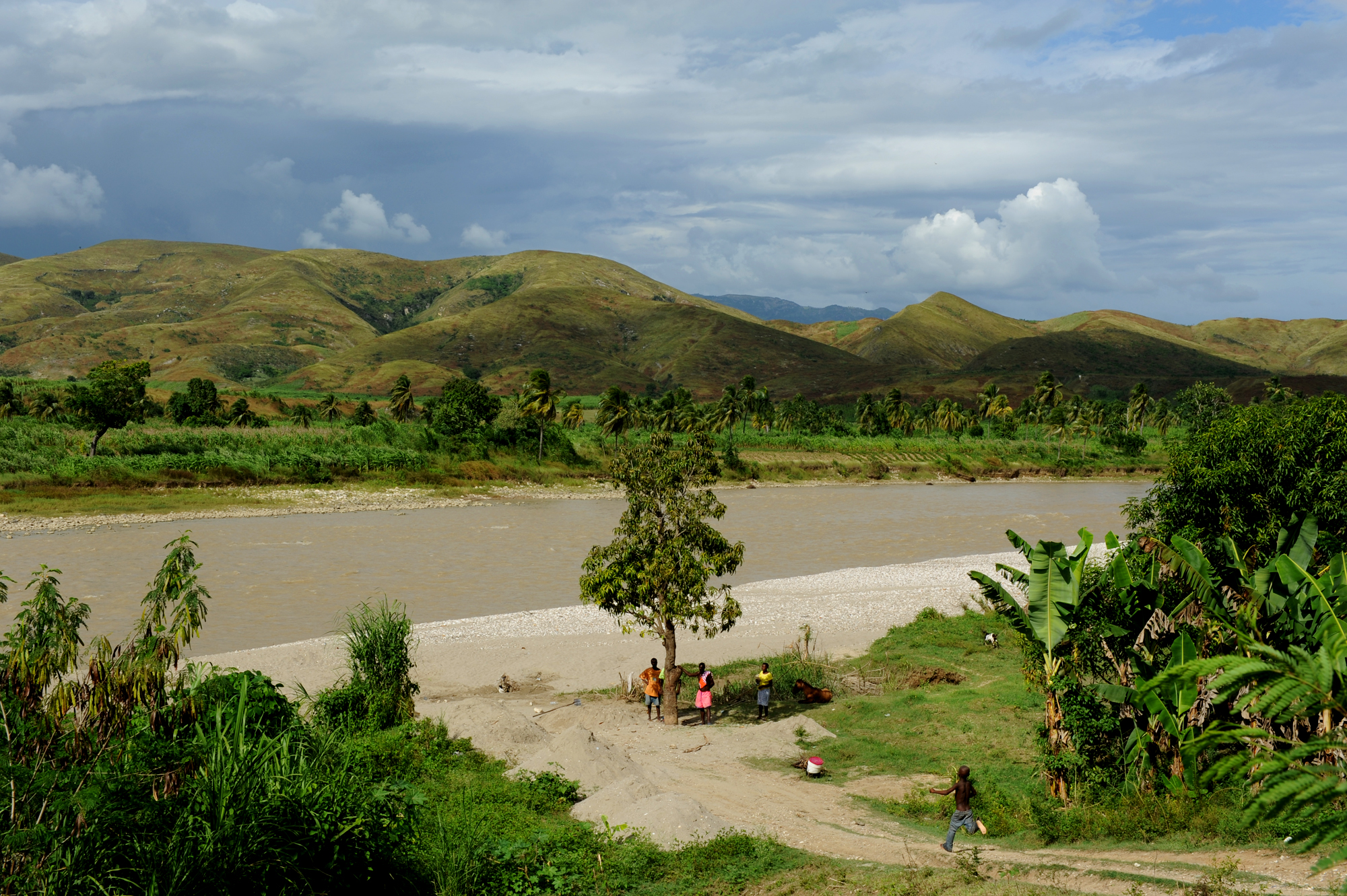
نهر أرتيبونيت

### ردود الفعل المحلية
كانت هناك مخاوف بعد اكتشاف 15 حالة في العاصمة، من أن ينتشر الوباء أكثر من ذلك. وفي 15 تشرين الثاني / نوفمبر، اندلعت أعمال الشغب في كاب هايتيان في أعقاب وفاة شاب من هايتي داخل قاعدة كاب هايتيان مع تسريب إشاعات كان مفادها أن جنود الأمم المتحدة من نيبال كانوا هم السبب في تفشي هذا الوباء. وطالب المتظاهرون بترك اللواء النيبالي للأمم المتحدة للبلاد. وقُتل ما لا يقل عن 5 أشخاص في أعمال الشغب، بما في ذلك أحد موظفي الأمم المتحدة. استمرت أعمال الشغب بعد ذلك لليوم الثاني.
وعقب أعمال الشغب، قالت الأمم المتحدة إن تفشي المرض يجري «لأسباب سياسية بسبب الانتخابات المقبلة»، حيث أرسلت الحكومة الهايتية قواتها الخاصة «للاحتجاج» على قوات حفظ السلام التابعة للأمم المتحدة. وخلال اليوم الثالث من أعمال الشغب تم توجيه اللوم إلى موظفي الأمم المتحدة لإطلاق النار على 5 متظاهرين على الأقل لكنهم نفوا المسؤولية. وفي اليوم الرابع من المظاهرات ضد وجود الأمم المتحدة، أطلقت الشرطة الغاز المسيل للدموع على مخيم النازحين الداخلي في العاصمة. وكانت أعمال الشغب التي أعقبت الانتخابات سببًا للقلق في القدرة على احتواء الوباء.

## اندلاع تفشي الوباء

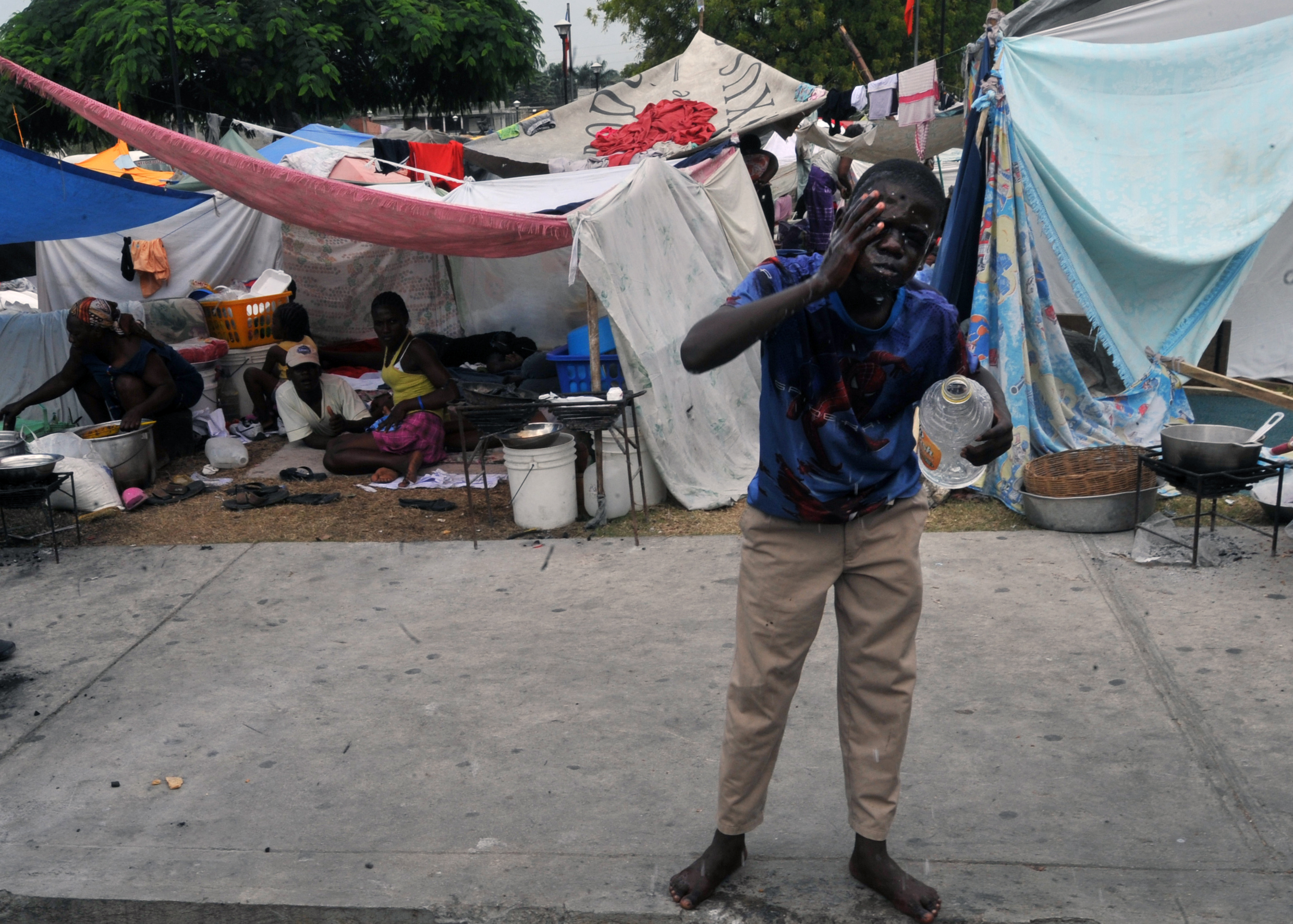
بعد أن فقد العديد من الهايتين منازلهم في زلزال عام 2010، لا يزال العديد منهم يعيش في مخيمات محفوفة بالمخاطر من دون شبكات المياه والصرف الصحي

تم تأكيد انتشار الكوليرا في أربع مقاطعات في هايتي: أرتيبونيت، والإدارة الوسطى، والإدارة الشمالية والإدارة الغربية بحلول نهاية أكتوبر، بما في ذلك العاصمة بورت أو برنس، ومدينة سيتي سولاي. وبحلول 25 أكتوبر، أبلغت وزارة الصحة في حكومة هايتي عن 3342 حالة إصابة مؤكدة مما أسفر عن مقتل 259 شخص. وبحلول 16 نوفمبر انتشر الوباء في جميع أنحاء البلد. وبالإضافة إلى أولئك الذين تم نقلهم إلى المستشفى، لم يتمكن الآخرون من تلقي العلاج بسبب اكتظاظ المستشفيات. كما خشى العاملون الصحيون من انتشار المرض بعد أن ضرب إعصار توماس الجزيرة مما تسبب في حدوث المزيد من الفيضانات.
كما كانت هناك مخاوف من أن ينتشر المرض لأبعد من هذا الحد؛ لأن الكثير من الناس ما زالوا يعيشون في معسكرات غير صحية نتيجة للزلزال الذي وقع في وقت سابق من العام.  وجاءت هذه الشواغل على الرغم من مزاعم احتواء الوباء في الأجزاء الشمالية والوسطى من البلاد. وتوقعت منظمة الصحة الأمريكية أن يُصاب 270 الف شخص خلال عام من اندلاع المرض.
بذل مركز السيطرة على الأمراض واتقائها جهودًا فورية في عام 2010 لجعل العلاج أكثر سهولةً بما في ذلك زيادة عدد مراكز العلاج ونقاط الإماهة. ونتيجة لهذه الجهود انخفض معدل الوفيات من 4٪ من جميع الحالات إلى أقل من 1٪.
وأُبلغ عن أول تفشي للكوليرا في جمهورية الدومينيكان في منتصف تشرين الثاني / نوفمبر 2010، في أعقاب تنبؤ منظمة الصحة الأمريكية. وبحلول كانون الثاني / يناير 2011، أبلغت جمهورية الدومينيكان عن 244 حالة إصابة بالكوليرا. تُوفي أول رجل هناك في محافظة ألتاجراشيا في 23 يناير 2011.
وفي 15 نوفمبر، قال مدير برنامج خدمات الإغاثة الكاثوليكية في هايتي: «لقد أبلغ بعض الناس بأننا قد أمسكنا بزمام الأمور، وأننا نتحكم في انتشار الكوليرا، والواقع أن منظمة الصحة العالمية لا تعتقد ذلك، كما أ، هناك نقص حاد في الإبلاغ عن الحالات غير المتأكد منها في كل البقاع المصابة».
وفي أواخر كانون الثاني / يناير 2011، أُفيد بأن أكثر من 20 فنزويليًا نُقلوا إلى المستشفى بعد إصابتهم بالكوليرا بعد زيارة جمهورية الدومينيكان. تم الإبلاغ عن 37 حالة إجمالًا. وأُلقي اللوم على الأغذية الملوثة بانتشار المرض. وألقت وزيرة الصحة الفنزويلية يوجينيا صادر مؤتمرًا صحفيًا تم بثه على قناة «في تي في» وصفت فيه جميع ال 37 شخص المصابون «بصحة جيدة». وقد لاحظت الوزيرة أن آخر مرة سُجلت فيها حالة من الكوليرا في فنزويلا كانت قبل عشرين عامُا أي في عام 1991.
وفي 15 آذار / مارس 2011، أصدرت جامعة كاليفورنيا تقريرا يتنبأ بأن عدد الإصابات سيصل إلى 779 ألفًا وأن إجمالي الوفيات سيصل إلى 000 11 وفاة بحلول تشرين الثاني / نوفمبر 2011، مقارنة بتقديرات الأمم المتحدة السابقة بأن حوالي 000 400 شخص سينتهي بهم المطاف إلى الإصابة بالكوليرا. واستندت الأرقام المنقحة إلى عوامل أكثر من تقديرات الأمم المتحدة، التي افترضت أن معدل الإصابة الكلي يتراوح بين اثنين وأربعة في المائة من السكان. وفي بيان صدر في نفس الوقت، قالت منظمة الصحة العالمية إن مجموع الوفيات حتى الآن بلغ 672 4 حالة، حيث تم الإبلاغ عن 252,640 حالة.
وخلال الفترة من تشرين الأول / أكتوبر 2010 إلى تشرين الأول / أكتوبر 2014، بلغ مجموع حالات الإصابة بالكوليرا  711,442 حالة. من بين هذه الحالات، تم نقل 400,103 إلى المستشفى وتوفيت 8,646 حالة، مما أدى إلى معدل تراكمي لحالات الإصابة بنسبة 1,2٪. وقد لوحظت الاختلافات في معدلات وفيات الحالات استنادًا إلى الموقع. وبلغ معدل الوفيات في مقاطعة سود الجنوبية 4.4 في المائة، مقابل 0.6 في المائة في بورت أو برنس.

## الإصابات على مر السنين
عانت هايتي من الأمراض المعدية بسبب الظروف المعيشية المزدحمة ونقص المياه النظيفة والتخلص من مياه المجاري حتى فترة ما قبل اندلاع الوباء. كما كان هناك أيضًا نقصٌ مزمنٌ في العاملين في مجال الرعاية الصحية، كما افتقرت المستشفيات إلى الموارد، وهو ما أصبح واضحا بسهولة بعد زلزال كانون الثاني / يناير 2010.
وأفادت بعض وكالات الإغاثة أن عدد القتلى قد يكون أعلى من الأرقام الرسمية لأن الحكومة لا تتبع الوفيات في المناطق الريفية حيث لم يصل الناس أبدًا إلى المستشفى أو مراكز العلاج في حالات الطوارئ. وفي عام 2011، أشارت التقارير إلى أن أكثر من 700 6 شخص قد قُتلوا خلال هذا التفشي.
وبحلول مارس / آذار 2011، بعد اندلاع تفشي الوباء، تُوفي حوالي 4,672 شخص، وحتى مارس / آذار 2012، قتلت الكوليرا أكثر من 7,050 من الهايتيين وأصابت أكثر من 531,000، أو 5 في المئة من السكان.
حدث تقدم كبير في السنوات التالية في خفض عدد الحالات والوفيات، مع وجود دعم قوي للموارد الطبية الدولية والتدابير الوقائية، بما في ذلك استخدام المراحيض المثبتة والتغييرات في السلوكيات الهايتية، مثل الطهي الشامل للأغذية وغسل اليدين بدقة. غير أن نحو 75 في المائة من الأسر في هايتي مازالت تفتقر إلى المياه الجارية ولا يزال الآلاف يعيشون في مخيمات أو في ظروف متدنية مماثلة. وعلى الرغم من كل هذه الجهود، يتسبب كل موسم ممطر أو إعصار في حدوث زيادة مؤقتة في الحالات والوفيات. فوفقًا لوزارة الصحة في هايتي، حتى أغسطس 2012، تسبب تفشي المرض في وفاة 4790 شخصًا، وتسبب في إصابة 586,625 شخصًا بالمرض. ووفقًا لمنظمة الصحة الأمريكية، حتى 21 تشرين الثاني / نوفمبر 2013، كانت هناك 448 689 حالة إصابة بالكوليرا في هايتي، مما أدى إلى وفاة 8448 حالة.
في الأشهر الأربعة الأولى لعام 2016، كان هناك ما يقرب من 14,000 حالة جديدة من الكوليرا وأكثر من 150 حالة وفاة. وبعد ست سنوات من اندلاع تفسي الوباء، ما زال المرض يقتل 37 شخصا في المتوسط شهريًا. وحتى الآن، تأثر حوالي 7٪ من السكان (حوالي 770,000 شخص) بالكوليرا، وتوفي أكثر من 9,200 شخص.

## ردود الفعل السياسية
وجهت الأمم المتحدة في 12 تشرين الثاني / نوفمبر 2010 نداءًا للحصول على نحو 160 مليون دولار من الولايات المتحدة لمكافحة انتشار المرض، قائلة إن «جميع جهودنا يمكن أن تُمحى بسبب الوباء» وحذرت من عدم توفر مساحة للمرضى في المستشفيات ونفت أيضًا أن تكون قوات حفظ السلام النيبالية وحدها مسؤولة عن تفشي المرض. وفي نوفمبر / تشرين الثاني 2011، تلقت الأمم المتحدة التماسًا من 5000 ضحية بطلب تعويضات تقدر بمئات الملايين من الدولارات كتعويض عن التضرر من الوباء الذي يُعتقد أن أعضاء قوات حفظ السلام التابعة للأمم المتحدة في هايتي كانت سببًا فيه. وفي شباط / فبراير 2013، فعّلت الأمم المتحدة الحصانة من الدعاوى القضائية بموجب اتفاقية امتيازات وحصانات الأمم المتحدة. وفي 9 تشرين الأول / أكتوبر 2013، رفعت مؤسسة باي، وإيجد، وإيرا كورزبان دعوى قضائية ضد الأمم المتحدة في المنطقة الجنوبية من نيويورك. ورُفضت الدعوى، إلا أنه تم تقديم طعن ورفعه في دائرة ثانية.